# Hannah Szenes
Hannah Szenes (pronuncia italiana: Sènesc; talvolta anglicizzato in: Senesh; in ungherese:  Anikó Szenes; in ebraico: חנה סנש, Hanah Senesh; Budapest, 17 luglio 1921 – Budapest, 7 novembre 1944) è stata una militare e poetessa ungherese, considerata eroe nazionale in Israele.
Immigrata nell'allora Mandato britannico della Palestina nel 1941, entrò dapprima nell'Haganah; si arruolò quindi nell'esercito britannico offrendosi volontaria per una pericolosa missione in Jugoslavia che avrebbe dovuto allacciare i rapporti con i partigiani della resistenza per aiutare gli ebrei ungheresi destinati al campo di sterminio di Auschwitz.
L'addestramento avvenne in Egitto nel 1943 dove fu scelta insieme a trentatré suoi commilitoni per farsi paracadutare in Jugoslavia in territorio nemico. Dopo il lancio effettuato nel 1944, Hannah restò tre mesi con i partigiani di Tito fino a quando, nel tentativo di raggiungere Budapest oltrepassando la frontiera con l'Ungheria, fu catturata il 7 giugno dalla polizia nazista.
Nonostante le minacce e le torture cui fu sottoposta, non collaborò mai né accettò di rivelare alcuna informazione. Rifiutò di chiedere clemenza al processo che si tenne nell'ottobre del 1944, venendo quindi condannata a morte per fucilazione.
La condanna fu eseguita il 7 novembre 1944. Hannah non volle essere bendata per guardare in faccia il plotone di esecuzione.
I suoi resti furono portati in Israele nel 1950 e posti nel cimitero del Monte Herzl per poi essere traslati nel novembre 2007 nel cimitero di Sdot Yam.

## Poesie e canzoni
Hannah teneva un diario che aggiornò fino all'ultimo giorno della sua prigionia. Il 7 novembre 1944, giorno della sua esecuzione, scriveva "nel mese di luglio avrò 23 anni/ho scommesso su un numero/i dadi hanno girato/ho perso". Il diario fu pubblicato in ebraico nel 1946.

### Eli Eli
La poesia "Towards Caesarea" (verso Cesarea) nota anche come "Eli Eli" è stata utilizzata in alcune parti del film Schindler's List ed è stata incisa da cantanti come Regina Spektor e Sophie Milman.
Eli Eli
she'lo yigamer l'olam
hachol v'hayam
rishrush shel hamayim
b'rak hashamayim
tfilat ha'adam

hachol v'hayam
rishrush shel hamayim
b'rak hashamayim
tfilat ha'adam

Eli Eli
she'lo yigamer l'olam
hachol v'hayam
rishrush shel hamayim
b'rak hashamayim
tfilat ha'adam

hachol v'hayam
rishrush shel hamayim
b'rak hashamayim
tfilat ha'adam
Mio Dio, mio Dio
fa che non abbiano mai fine
la sabbia e il mare
il mormorio delle acque
il luccichio del cielo
la preghiera degli uomini

sabbia e mare
mormorio delle acque
luccichio del cielo
preghiera degli uomini

### L'ultimo scritto
Nella sua cella furono trovate scritte queste parole sul muro:
Un - due - tre... 8 piedi di lunghezza
due passi in tutto, il resto è oscuro
la Vita è un fluttuante punto di domanda
Un - due - tre... forse un'altra settimana.
Oppure il prossimo mese potrebbe ancora trovarmi qui.
Ma sento che la morte è molto vicina
Il prossimo luglio avrei potuto avere 23 anni
Ho scommesso su ciò che contava di più, i dadi si sono espressi. Ho perso.

### Blessed is the match
Ispirandosi a una sua poesia "Blessed is the match" (benedetto sia il fiammifero) è stato realizzato il film documentario "Blessed Is the Match - La vita e la morte di Hannah Senesh" - Roberta Grossman.
Fortunato è il fiammifero consumato nell'accendere la fiamma
Fortunata è la fiamma che brucia in segreto nel cuore
Fortunato è il cuore per la forza che ha di fermare i suoi battiti per salvare l'onore
Fortunato è il fiammifero consumato nell'accendere la fiamma